# Lichtensee (Wülknitz)
Lichtensee ist ein rechtsseitig der Elbe gelegener Ortsteil der sächsischen Gemeinde Wülknitz im Landkreis Meißen. Der Ort wurde 1284 erstmals erwähnt.

## Geographie und Verkehrsanbindung
Der Ort liegt etwa 9 Kilometer nordöstlich von Riesa. Westlich von Lichtensee erstreckt sich die Gohrischheide. Das Dorf wurde 1900 als Straßenangerdorf mit Gassendorfteil und Gewannflur beschrieben, heute ist es eher ein zweiflügeliges Gassendorf. Die umliegenden Orte sind im Norden Heidehäuser, im Nordosten Tiefenau, im Südosten Wülknitz und im Süden Neudorf. Durch den Ort verläuft die Bundesstraße 169, über die Lichtensee mit Gröditz verbunden ist. Im benachbarten Wülknitz verkehrt die Linie RB 45 zwischen Chemnitz, Riesa und Elsterwerda auf der Bahnstrecke Zeithain–Elsterwerda. In Lichtensee verkehrt eine Buslinie zwischen Riesa und Gröditz.

## Geschichte
| Jahr | Einwohner                                 | Jahr | Einwohner  |
| ---- | ----------------------------------------- | ---- | ---------- |
| 1551 | 23 besessene Mann, 2 Häusler, 25 Inwohner | 1933 | 613        |
| 1764 | 24 besessene Mann, 12 Häusler, 31 Hufen   | 1939 | 643        |
| 1834 | 277                                       | 1946 | 712        |
| 1871 | 378                                       | 1950 | 987        |
| 1890 | 408                                       | 1964 | 932        |
| 1910 | 563                                       | 1990 | 687        |
| 1925 | 593                                       |      | → Wülknitz |

Lichtensee auf einer geschichtlichen Karte des Kreises Liebenwerda (1910).

Der Ortsname war mehrmals Änderungen unterzogen, so wurde Lichtensee im Jahr 1284 Lichtense genannt, 1406 Lichtinse und 1552 Lichtensehe.
Der Ort ist nach einem ehemaligen See benannt, der als der alte Lichtensee überliefert ist, westlich von Lichtensee lag und auf den die Flurbezeichnung die Seestücken noch hinweist.
Am 22. November 1284 verkaufte der Bischof von Naumburg dem Markgrafen von Meißen Jahreszinsen in Lichtensee, das ist die erste Erwähnung des Ortes. Bis dahin gehörte Lichtensee zum Bistum Naumburg, bis es in den markgräflichen Besitz kam. Bis 1406 steuerte der Ort die Landbete an das Amt Großenhain für 28 Hufen Land. Nachweislich gehörte Lichtensee am 26. November 1441 zum Besitz derer von Pflugk auf Strehla und blieb in deren Besitz bis ins 19. Jahrhundert. 1606 steuerte der Ort dann an das Amt Oschatz.
Dicht an Lichtensee führte eine bedeutende Straße von Großenhain nach Torgau über Mühlberg vorbei. Aus einer Nachricht aus der zweiten Hälfte des 15. Jahrhunderts ist bekannt, dass 1451 bis 1500 Hans Keseler, der in Lichtensee seine Amtswohnung hatte, als Kundschafter gegen Straßenräuber eingesetzt war.
In Lichtensee wurde früher wie in Koselitz das Wasser für Teiche angestaut. 1622 soll der Teichdamm von der Gemeinde durchstochen worden sein, wodurch den Spansberger Bauern die Felder und die Sommerernte verdorben und verwüstet wurden.
Im Dreißigjährigen Krieg brannte der Ort bis auf drei Scheunen ab. Nach 1628 wurden dreizehn Häuser wieder aufgebaut. Der Gasthof ist bereits 1580 nachgewiesen. Zum Lichtenseer Schenkgut, das auch das Braurecht hatte, gehörten 1688 zweieinhalb Hufen Land. Vor 1671 gehörte zum Schenkgut auch eine Schmiede, die in diesem Jahr von diesem abgetrennt wurde. Im gleichen Jahr gehörten zum Ort zwei Windmühlen. 1762 existieren diese Mühlen noch und eine Schäferei ist nachgewiesen. Die Hutung lag in Richtung Wülknitz. Die übrige Hutung des Dorfes lag 1558 in der Gohrischheide und 1588 im Metzholz.
Während des in der Nähe stattfindenden Lustlagers von Zeithain war eine Kompanie unter Rittmeister von Klestmann im Ort untergebracht.
Durch die im Siebenjährigen Krieg vorbeiziehenden Truppen war Lichtensee so verarmt, dass die Gemeinde das Huthaus verkaufen und um Steuernachlass bitten musste. 1759 trat eine Viehseuche auf, bei der 200 Tiere starben, darunter 70 Zugochsen und 54 Kühe. Eine Kirchennachricht von 1760 besagt, dass Leichenbegräbnisse und Kindstaufen behindert wurden durch österreichische Husaren und Kroaten.
Vor 1775 gab es in Lichtensee eine Schule, die in diesem Jahr durch einen Neubau ersetzt wurde. Diese Schule wurde 1889 durch einen Anbau erweitert.
1790 hatte Lichtensee 50 Feuerstätten und 181 Einwohner. 1808 wohnten 48 Steuerzahler im Ort.
Während der Befreiungskriege kam es 1813 kam es zwischen Streumen und Lichtensee zu einem Gefecht zwischen französischen und russischen Truppen. Der Ort hatte erneut unter durchziehenden Truppen zu leiden.
Im Jahr 1838 gab es in Lichtensee eine Kirche, eine Schule, ein Armen- und ein Huthaus, eine Schenke mit Brauerei und Brennerei, 24 Bauern, acht Kleinhäusler, eine Schmiede und zwei Windmühlen.
Sachsen kam nach dem Zweiten Weltkrieg in die Sowjetische Besatzungszone und später zur DDR. Nach der Gebietsreform 1952 wurde Lichtensee dem Kreis Riesa im Bezirk Dresden zugeordnet. Nach dem Neubau der Schule in Wülknitz gingen die Lichtenseer Schüler von 1975 bis zur Schließung 2005 dorthin zur Schule. Nach der Deutschen Wiedervereinigung kam der Ort zum wiedergegründeten Freistaat Sachsen. Die folgenden Gebietsreformen in Sachsen ordneten Lichtensee 1994 dem Landkreis Riesa-Großenhain und 2008 dem Landkreis Meißen zu. Am 1. Januar 1994 wurde Lichtensee zur Gemeinde Wülknitz eingemeindet.

## Die Kirche Lichtensee

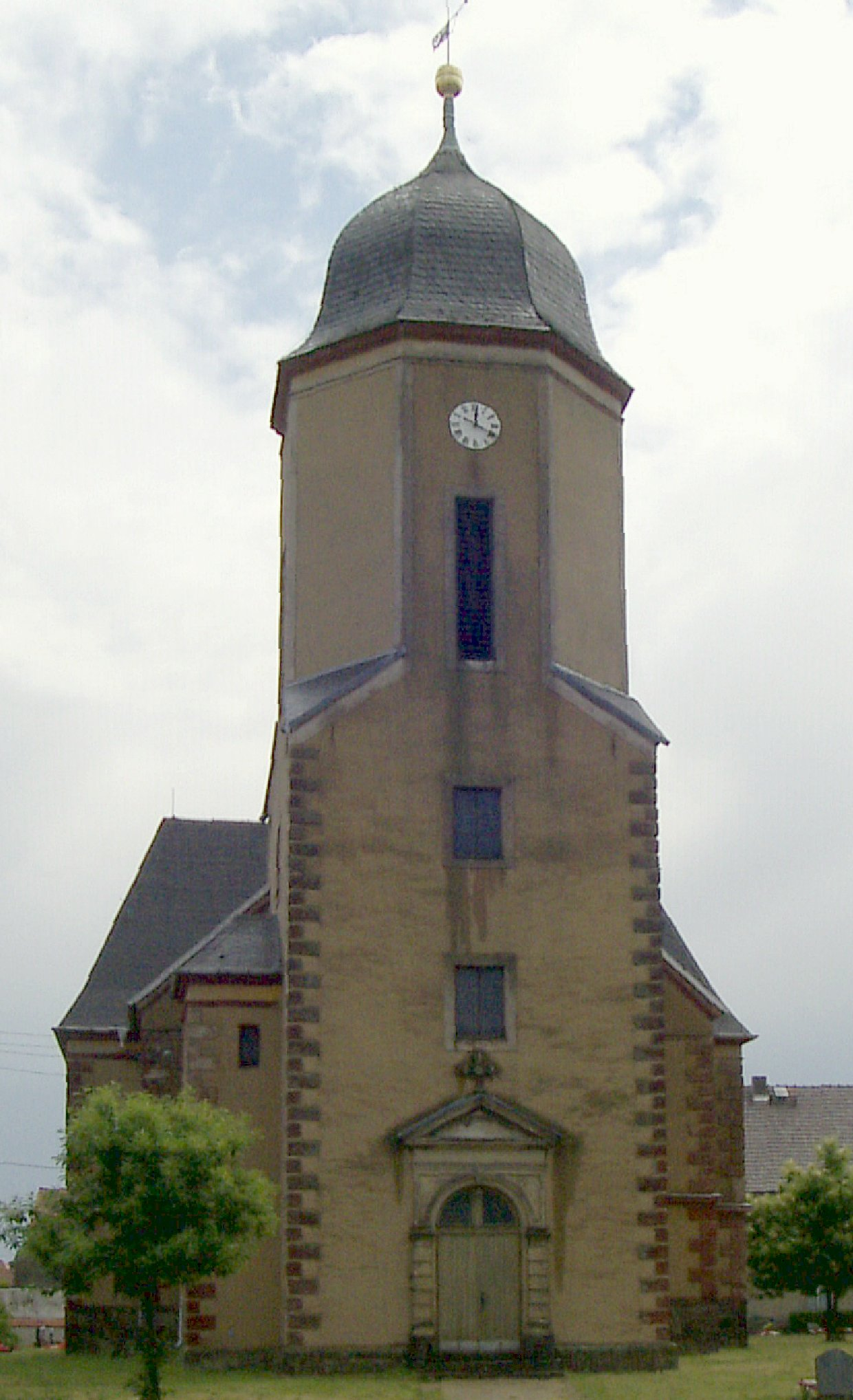
Dorfkirche Lichtensee

Die Kirche wurde bereits 1284 in einer Urkunde genannt. 1495 zahlte Lichtensee eine Mark Bischofszins nach Meißen. Um 1500 gehörte zur Kirche die Filialkirche Nieska. Nach der Reformation wurde Lichtensee Filialkirche von Streumen. 1608 wurde mit dem Bau eines steinernen Turms anstelle des bisher aus Holz bestehenden begonnen. 1642 wurde während des Dreißigjährigen Krieges das Kirchendach durch Brand beschädigt und konnte erst 1653 wieder ausgebessert werden.
1801 beschädigte ein Blitz die Turmhaube, die daraufhin 1826 neu gedeckt wurde. Das Langhaus und der Chor wurden 1897 abgerissen. 1898 wurde die Kirche nach Plänen von Theodor Quentin umgebaut, um sie an die Anforderungen an eine Garnisonskirche anzupassen. Der alte Turm wurde um vier Meter erhört und die Turmhaube abgehoben.
Die auf vier Pfeilern ruhende Holzdecke besteht aus zwei sich kreuzenden Tonnen.
Auf der zweiten Empore befindet sich eine zweimanualige Orgel der Firma Nagel aus Großenhain von 1858. Das Zweite Manual wurde vermutlich 1897 zugefügt. Die Orgel hat eine Schleiflade mit mechanischer Traktur.
Der Altarraum wird bestimmt durch eine kleine Martin-Luther-Plastik an der Nordseite, den Altar mit dem Altarbild, einer Kopie von Tizians „Sacra Conversazione“ und die Kanzel an der Südseite mit einer Darstellung des „Sinkenden Petrus“.

## Brauchtum
Bis nach dem Zweiten Weltkrieg wurde in Lichtensee der alte Brauch des Brezelsingens am Sonntag Lätare gepflegt. Die Mädchen zogen mit Kiefernbäumchen, die etwa einen Meter lang waren (die unteren Äste wurden entfernt) und am oberen Ende mit bunten Bändern geschmückt waren, durchs Dorf singend von Haus zu Haus und wurden mit Brezeln belohnt. Die Jungen hatten eine ca. einen Meter lange Fahne. Dieser Brauch ist in Lichtensee ausgestorben, konnte aber im Nachbarort Peritz erfolgreich wiederbelebt werden.
In Lichtensee wurde auch der Brauch des Todaustragens gepflegt. Eine angeputzte Strohpuppe, die den Wintertod darstellte, wurde aus dem Dorf herausgetragen und an einem bestimmten Ort zerfetzt und dann ins Wasser geworfen.

## Persönlichkeiten
- Albert Richter (1838–1897), Lehrer, Schuldirektor und pädagogischer Schriftsteller
- Helmut Beulich (1927–2023), Fußballtrainer, u. a. Energie Cottbus[9]